# Falsobiobessa fasciculosa
Falsobiobessa fasciculosa là một loài bọ cánh cứng trong họ Cerambycidae.